# 科赫家族
科氏家族，又称科赫家族（英語：Koch family）是一个从事商业活动的美国家族，以其政治活动（积极参与反对气候变化立法、为自由主义、刑事司法改革和共和党事业捐款）以及对美国第二大私营公司科赫工业（Koch Industries）的控制而闻名（2017年收入1000亿美元）。家族企业由弗雷德·C·科赫（Fred C.Koch）创办，他开发了一种新的裂解方法，用于将重油提炼成汽油。弗雷德的四个儿子在20世纪80年代和90年代就他们在企业中的利益相互提起诉讼。
到2019年，查尔斯·G·科赫和大卫·H·科赫，通常被称为科赫兄弟，是弗雷德·科赫的四个儿子中唯一还在科赫工业公司工作的人。查尔斯和大卫·科赫建立了一个由自由主义者和保守派捐赠者组成的政治网络，兄弟俩将财政收入注入电视和多媒体广告。大卫·科赫于2019年8月去世。

## 家族成員
- 弗雷德·科赫 (1900年－1967年)，美國化學工程師、企業家，科氏工業集團創辦人、約翰·博齊協會創始成員。
- 瑪麗·羅賓遜·科赫 (1907年－1990年)，弗雷德·科赫的妻子和油輪公司同名的名字。
- 弗雷德·C·科赫和瑪麗·羅賓遜·科赫 的四個兒子：
  - 弗雷德里克·羅賓遜·科赫 (1933年－2020年)，美國收藏家。
  - 查爾斯·科赫 (1935年－)，科氏工業集團董事會主席兼首席執行官。
    - 蔡斯·科赫（1977年－)，Koch Disruptive Technologies總裁。
    - 伊麗莎白·科赫 (1976年－)，美國出版商和作家。

  - 大衛·科赫 (1940年－2019年)，科氏工業集團執行副總裁。
    - 茱莉亞·科赫 (1962年－)，大衛·科赫的妻子。

  - 威廉·科赫 (1940年－)，美國商人、水手和收藏家。